# Бад Залцдетфурт
Бад Залцдетфурт (њем. Bad Salzdetfurth) град је у њемачкој савезној држави Доња Саксонија. Једно је од 40 општинских средишта округа Хилдесхајм. Према процјени из 2010. у граду је живјело 13.832 становника. Посједује регионалну шифру (AGS) 3254005.

## Географски и демографски подаци
Бад Залцдетфурт се налази у савезној држави Доња Саксонија у округу Хилдесхајм. Град се налази на надморској висини од 118 метара. Површина општине износи 67,1 km². У самом граду је, према процјени из 2010. године, живјело 13.832 становника. Просјечна густина становништва износи 206 становника/km².

## Међународна сарадња
| Мјесто    | Држава               | Врста сарадње | Од    |
| --------- | -------------------- | ------------- | ----- |
| Јејт      | Уједињено Краљевство | партнерство   | 1985. |
| Беникасим | Шпанија              | партнерство   | 1986. |
| Бохња     | Пољска               | партнерство   | 2006. |
| Извор     |                      |               |       |